# Comunità Montana Monte Maggiore
Die Comunità Montana Monte Maggiore ist eine Vereinigung aus neun Gemeinden in der italienischen Provinz Caserta in der Region Kampanien.
Das Gebiet der Comunità Montana Monte Maggiore umfasst die Gemeinden rund um den Monte Maggiore.
In den neunköpfigen Rat der Comunità entsenden die Gemeinderäte der beteiligten Kommunen je ein Mitglied.

## Mitglieder
Die Comunità umfasst folgende Gemeinden:
| - Castel di Sasso - Dragoni - Formicola - Giano Vetusto - Liberi | - Pietramelara - Pontelatone - Roccaromana - Rocchetta e Croce |